# Arrondissement Nérac
Nérac is een arrondissement van het Franse departement Lot-et-Garonne in de regio Nouvelle-Aquitaine. De onderprefectuur is Nérac.

## Kantons
Het arrondissement was tot 2014 samengesteld uit de volgende kantons:
- Kanton Casteljaloux
- Kanton Damazan
- Kanton Francescas
- Kanton Houeillès
- Kanton Lavardac
- Kanton Mézin
- Kanton Nérac

Na de herindeling van de kantons bij decreet van 26 februari 2014, met uitwerking op 22 maart 2015, zijn dat :
- Kanton L'Albret
- Kanton Les Forêts de Gascogne  ( 16/32 )
- Kanton Lavardac